# Championnats du monde de ski alpin 1993
Navigation
Saalbach 1991 Sierra Nevada 1996
Les championnats du monde de ski alpin 1993 ont eu lieu à Morioka Shizukuishi au Japon du 4 au 14 février 1993.
21 ans après les Jeux Olympiques de Sapporo, le Japon accueille les championnats du monde de ski à Morioka. Ce choix, dicté par des intérêts économiques, se révèle catastrophique d'un point de vue sportif :
- les pistes sont dénuées de difficultés,
- la station de ski de Shizukuishi est sensible aux aléas de la météo : les reports et reprogrammations se succèdent et le super-G Hommes sera même annulé.

Kjetil-André Aamodt est la vedette de ces championnats du monde avec 2 médailles d'or (géant et slalom) et une médaille d'argent (combiné) et s'annonce comme le grand skieur polyvalent du futur.
Après les reports de la descente du combiné Femmes et de la descente Femmes, les championnats du monde débutent avec le slalom du combiné Femmes.
Miriam Vogt gagne facilement le combiné.
Deuxième du slalom puis de la descente, l'allemande devance l'inattendue et inconnue américaine Picabo Street et la favorite Anita Wachter.
La pluie perturbe le week-end et entraîne le report des descentes.
La Norvège réalise le doublé en combiné avec Lasse Kjus (22 ans) et Kjetil-André Aamodt (21 ans).
Lasse Kjus et Kjetil-André Aamodt, douzième et seizième de la descente, effectuent une remontée spectaculaire dans le slalom, disputé sous une tempête de neige, et battent le favori Marc Girardelli.
Le podium est très serré entre Kjus (34,22 points), Aamodt (36,09 points) et Girardelli (36,27 points).
Karin Buder remporte le slalom Femmes.
Septième de la première manche, la skieuse autrichienne survole la deuxième manche et devance l'américaine Julie Parisien et sa compatriote Elfi Eder.
Vreni Schneider et Anita Wachter abandonnent dans la première manche alors qu'Annelise Coberger, vainqueur de la première manche, enfourche dans la seconde manche.
Le géant Hommes est disputé sur 2 jours et la course est faussée par les rafales de vent, qui offrent des conditions inégales aux concurrents et contraignent les organisateurs à reporter la deuxième manche au lendemain.
Kjetil-André Aamodt et Rainer Salzgeber sont les seuls skieurs à bénéficier d'une brève accalmie du vent dans la première manche.
Kjetil-André Aamodt remporte facilement le titre du géant et devance Rainer Salzgeber de 0 s 87 et Johan Wallner de 1 s 91.
Carole Merle gagne le géant Femmes. La française, deuxième en géant aux championnats du monde 1989 et 1991 et en super-G aux Jeux Olympiques 1992, remporte la première médaille d'or de sa carrière.
La course est un duel entre Carole Merle et Anita Wachter : la Française bat l'autrichienne de 0 s 40.
La jeune allemande Martina Ertl (19 ans) complète le podium.
Les descentes Hommes et Femmes, maintes fois reprogrammées, se disputent le même jour et sacrent 2 skieurs de deuxième série, qui n'étaient jamais montés sur un podium en coupe du monde, le suisse Urs Lehmann et la canadienne Kate Pace.
Comme le craignaient les favoris, les descentes, disputées sur des pistes faciles avec de longs plats, se sont transformées en loterie.
Urs Lehmann survole la descente et relègue ses dauphins, Atle Skårdal à 0 s 60 et A.J. Kitt à 0 s 92. Luc Alphand termine quatrième à 1 centième du podium.
Kate Pace, qui s'était fracturée le poignet gauche à Haus im Ennstal le 21 janvier, devance la norvégienne Astrid Lødemel, l'autrichienne Anja Haas et la favorite Katja Seizinger, quatrième.
Kjetil-André Aamodt gagne le slalom et sa deuxième médaille d'or.
Le norvégien, vainqueur de la première manche, bat d'un souffle Marc Girardelli (à 0 s 04) et Thomas Stangassinger (à 0 s 11).
Paul Accola, de retour après sa blessure au ménisque fin décembre, se classe cinquième, le favori Thomas Fogdö termine sixième et Alberto Tomba, grippé, abandonne dans la première manche.
Le super-G Femmes est disputé le dernier jour des championnats du monde, à la limite de la régularité, avec un vent violent et des chutes de neige.
Katja Seizinger remporte la première médaille d'or de sa carrière et devance Sylvia Eder, sœur d'Elfi, médaillée de bronze en slalom, et Astrid Loedemel, qui gagne ainsi sa deuxième médaille lors de ces championnats du monde.
Ulrike Maier, double tenante du titre échoue à la quatorzième place et Carole Merle termine huitième.
Les championnats du monde de Morioka se terminent dans la tourmente et le super-G Hommes est annulé. Le seul précédent remontait à la première édition en 1931 à Mürren avec la non-homologation du combiné.
Kjetil-André Aamodt, vice-champion du monde du super-G à Saalbach et champion olympique en titre, rate l'occasion de remporter une troisième médaille d'or.
La Norvège est la grande gagnante des championnats du monde de Morioka avec 7 médailles et 3 titres mondiaux. Forte d'une génération talentueuse et homogène, l'équipe de Norvège fait figure d'épouvantail à un an de ses Jeux Olympiques de Lillehammer.
L'équipe de Suisse est sur une pente descendante : elle ne remporte qu'une improbable médaille d'or en descente et revient de Morioka à peine moins déçue qu'à Albertville.
L'Italie ne gagne aucune médaille : les stars Alberto Tomba, grippé, et Deborah Compagnoni ont échoué.

## Palmarès

### Hommes
| Épreuves | Or                                                             | Argent                                                         | Bronze                                                         |
| -------- | -------------------------------------------------------------- | -------------------------------------------------------------- | -------------------------------------------------------------- |
| Descente | Urs Lehmann                                                    | Atle Skårdal                                                   | A.J. Kitt                                                      |
| Super-G  | Epreuve annulée en raison des mauvaises conditions climatiques | Epreuve annulée en raison des mauvaises conditions climatiques | Epreuve annulée en raison des mauvaises conditions climatiques |
| Géant    | Kjetil-André Aamodt                                            | Rainer Salzgeber                                               | Johan Wallner                                                  |
| Slalom   | Kjetil-André Aamodt                                            | Marc Girardelli                                                | Thomas Stangassinger                                           |
| Combiné  | Lasse Kjus                                                     | Kjetil-André Aamodt                                            | Marc Girardelli                                                |

### Femmes
| Épreuves | Or              | Argent         | Bronze         |
| -------- | --------------- | -------------- | -------------- |
| Descente | Kate Pace       | Astrid Lødemel | Anja Haas      |
| Super-G  | Katja Seizinger | Sylvia Eder    | Astrid Lødemel |
| Géant    | Carole Merle    | Anita Wachter  | Martina Ertl   |
| Slalom   | Karin Buder     | Julie Parisien | Elfi Eder      |
| Combiné  | Miriam Vogt     | Picabo Street  | Anita Wachter  |

## Tableau des médailles
| Rang | Nations              | Or | Argent | Bronze | Total |
| 1    | Norvège              | 3  | 3      | 1      | 7     |
| 2    | Allemagne            | 2  | 0      | 1      | 3     |
| 3    | Autriche             | 1  | 3      | 4      | 8     |
| 4    | Suisse Canada France | 1  | 0      | 0      | 1     |
| 7    | États-Unis           | 0  | 2      | 1      | 3     |
| 8    | Luxembourg           | 0  | 1      | 1      | 2     |
| 9    | Suède                | 0  | 0      | 1      | 1     |